# Allium regelianum
Allium regelianum là một loài thực vật có hoa trong họ Amaryllidaceae. Loài này được Beck mô tả khoa học đầu tiên năm 1880.